# Leymus erianthus
Leymus erianthus är en gräsart som först beskrevs av Rodolfo Amando Philippi, och fick sitt nu gällande namn av Dubc. Leymus erianthus ingår i släktet strandrågssläktet, och familjen gräs. Inga underarter finns listade i Catalogue of Life.